# Ambrosius Gander

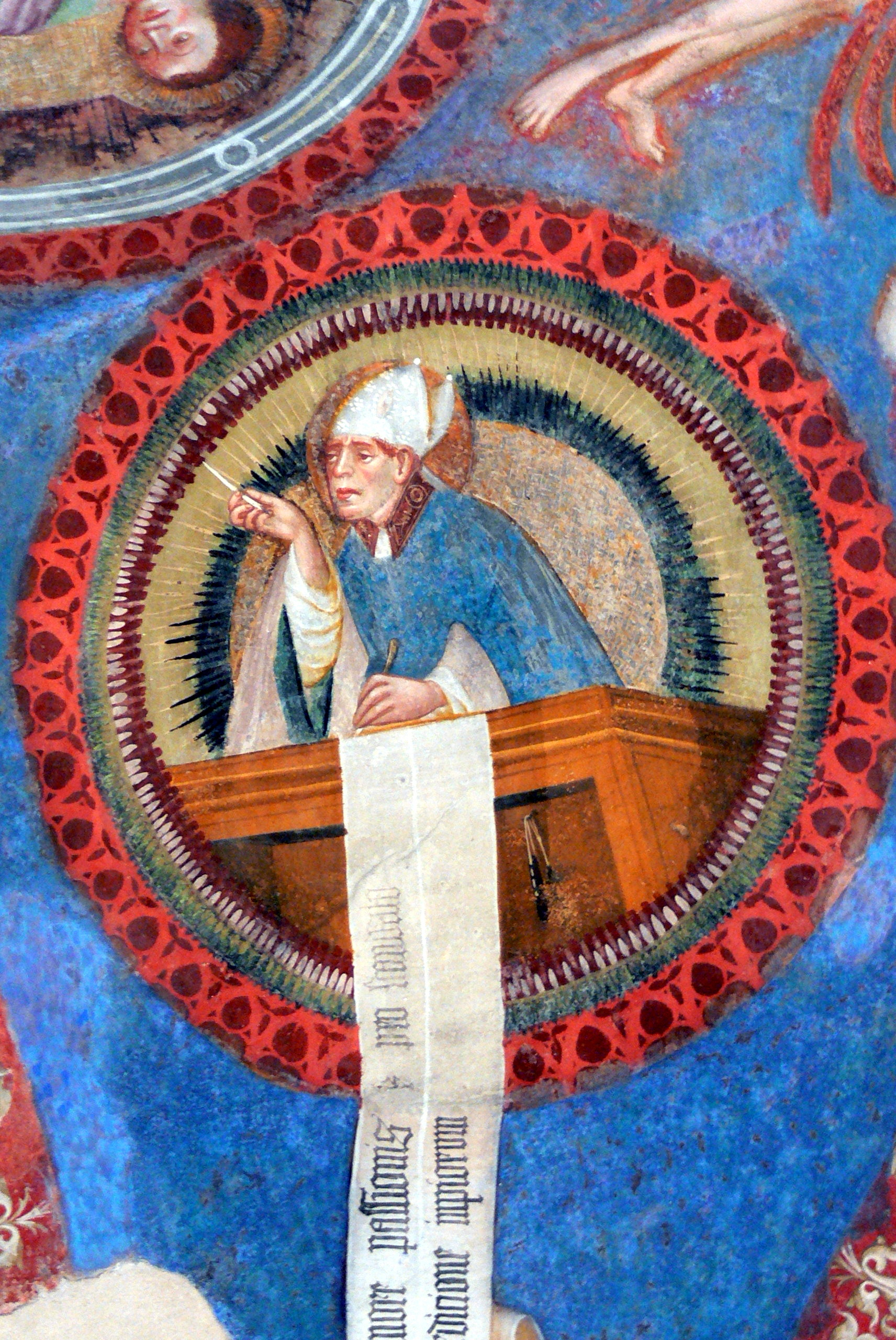
Fresko (1441) eines Kirchenvaters in St. Jakob in Kastelaz, Tramin, Südtirol

Ambrosius Gander war ein spätgotischer Südtiroler Maler, der nach Steuerlisten ab 1455 in Meran eine Werkstatt hatte. Er war Schüler des Hans von Bruneck und schuf Wandgemälde an verschiedenen Orten in Südtirol. Er ist bis gegen 1475 nachweisbar.

## Werk
Ambrosius Gander malte die Sakristei, die sogenannte Koburger Kapelle, von St. Martin in Gufidaun aus und schuf einen Freskenzyklus in der Jakobskirche in Tramin, wo er in einer Inschrift seinen Lehrmeister würdigte. Des Weiteren stammen von ihm Fresken in Mühlbach in der Pfarrkirche St. Helena. An der Meraner Spitalkirche befindet sich eine Kreuzigungsgruppe von ihm.

## Stil
Das Werk des Ambrosius Gander steht am Übergang der Spätgotik in die Renaissance in Südtirol. Es ist der Einfluss der Italienischen Kunst bemerkbar. Er wird zu der heute um Hans von Bruneck gruppierten Pustertaler Malschule gerechnet, Maler, die aus traditionellem Einfluss kommend einen neuen italienischen Stil erkennen lassen.

## Kunsthistorische Bedeutung
Nachdem sich Forschung hauptsächlich mit Hans von Bruneck befasst hatte, wird neben der Rolle als Schüler nun auch die kunsthistorische Bedeutung des Ambrosius Gander für die Entwicklung der spätgotischen Kunst in Südtirol neu betrachtet.